# Waldschaben
Die Waldschaben oder auch Pleusschaben (Ectobiinae) stellen eine Unterfamilie innerhalb der Schaben (Blattodea) dar. Es handelt sich dabei um etwa 9 bis 14 Millimeter große Tiere, die sich am Waldboden von zersetzenden Pflanzenteilen ernähren.

## Merkmale der Waldschaben
Die Waldschaben sind etwa 6 bis 14 Millimeter lang und hellbraun bis braun gefärbt. Sie ähneln in ihrem Aussehen entfernt der Deutschen Schabe (Blattella germanica), sind mit dieser jedoch nicht näher verwandt. Sie unterscheiden sich von diesen durch einen einheitlich braunen Nackenschild mit transparenten Anteilen, während der der Deutschen Schabe undurchsichtig braun mit zwei Längsstreifen ist.

## Lebensweise
Waldschaben findet man vor allem im Frühjahr, Sommer und Spätsommer in den Monaten Mai bis Oktober. Sie leben in Misch- und Laubwäldern und ernähren sich vor allem von sich zersetzenden Pflanzenteilen. Sie sind tagsüber aktiv. Dabei bevorzugen sie eine lockere Bepflanzung, niedere Büsche und sonnige, geschützte und vor allem warme Orte. Ihre Überwinterung findet bei mehrjährigen im Laub oder auch in Komposthaufen statt. In Mitteleuropa sterben die Imagines im Herbst und die Ootheken überwintern. Im Frühling schlüpfen dann die Nymphen, die sich bis zum Sommer zu den Imagines entwickeln.
Anders als bei ihren ungeliebten Verwandten ist von den Waldschaben keine Affinität zu Nahrungsmitteln im menschlichen Haushalt bekannt. Waldschaben finden in Häusern keine Nahrung und sterben dort innerhalb weniger Tage. Allerdings verirren sich manche Arten regelmäßig in Wohnungen, so vor allem die Bernstein-Waldschabe. Auch die stark synanthrop lebende Tanger-Waldschabe gelangt manchmal in Wohnungen, jedoch seltener als die Bernstein-Waldschabe, da sie kaum flugfähig ist.

## Systematik

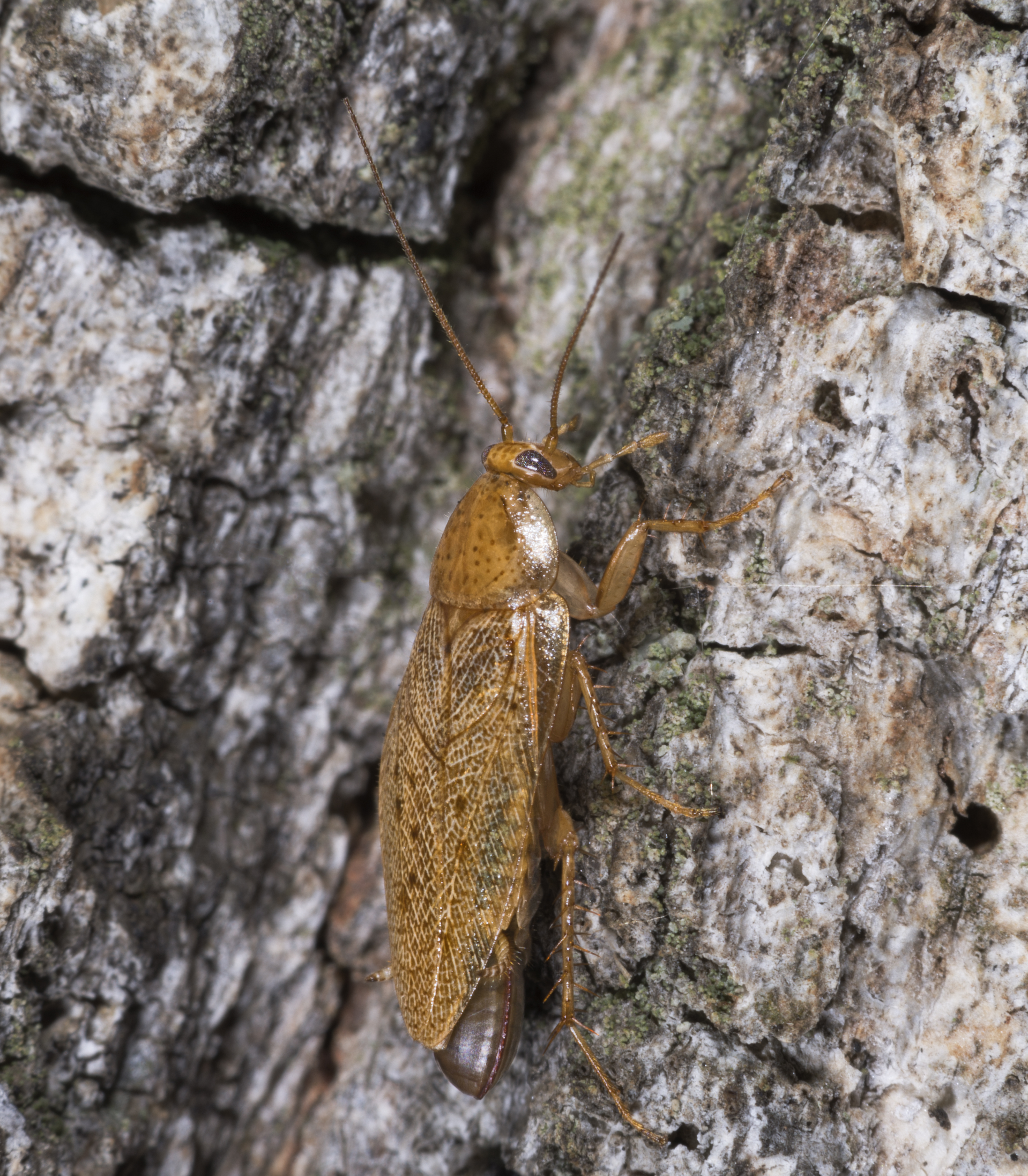
Ectobius pallidus

Bei den Waldschaben handelt es sich um eine Unterfamilie innerhalb der Familie Ectobiidae (in  Quellen noch verbreitet Blattellidae genannt. Diese Namen wurden erst vor kurzer Zeit synonymisiert), zu der folgende Gattungen gezählt werden:
- Arbiblatta Chopard, 1936
- Capraiellus Harz, 1976
- Choristima Tepper, 1895
- Ectobius Stephens, 1835
- Ectoneura Shelford, 1907
- Phyllodromica Fieber, 1853
- Planuncus Bohn, 2013
- Pseudectoneura Princis, 1974
- Stenectoneura Hebard, 1943
- Theganopteryx Brunner von Wattenwyl, 1865

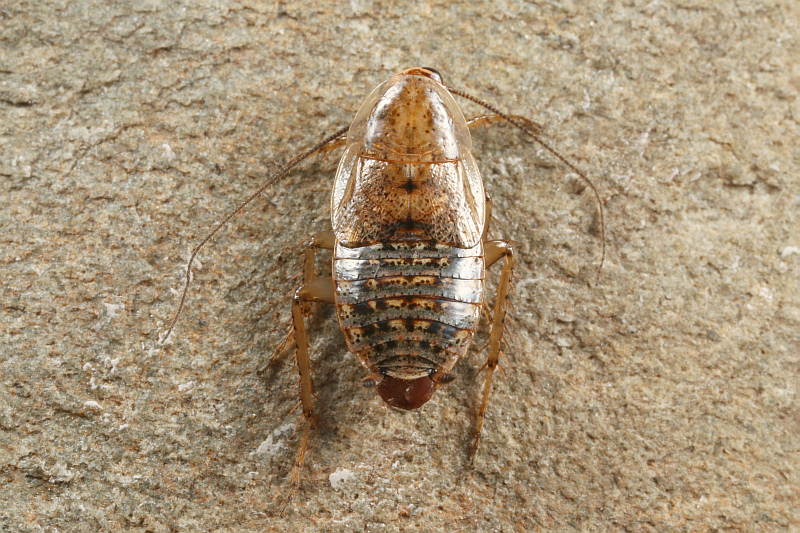
Küsten-Waldschabe (Capraiellus panzeri)

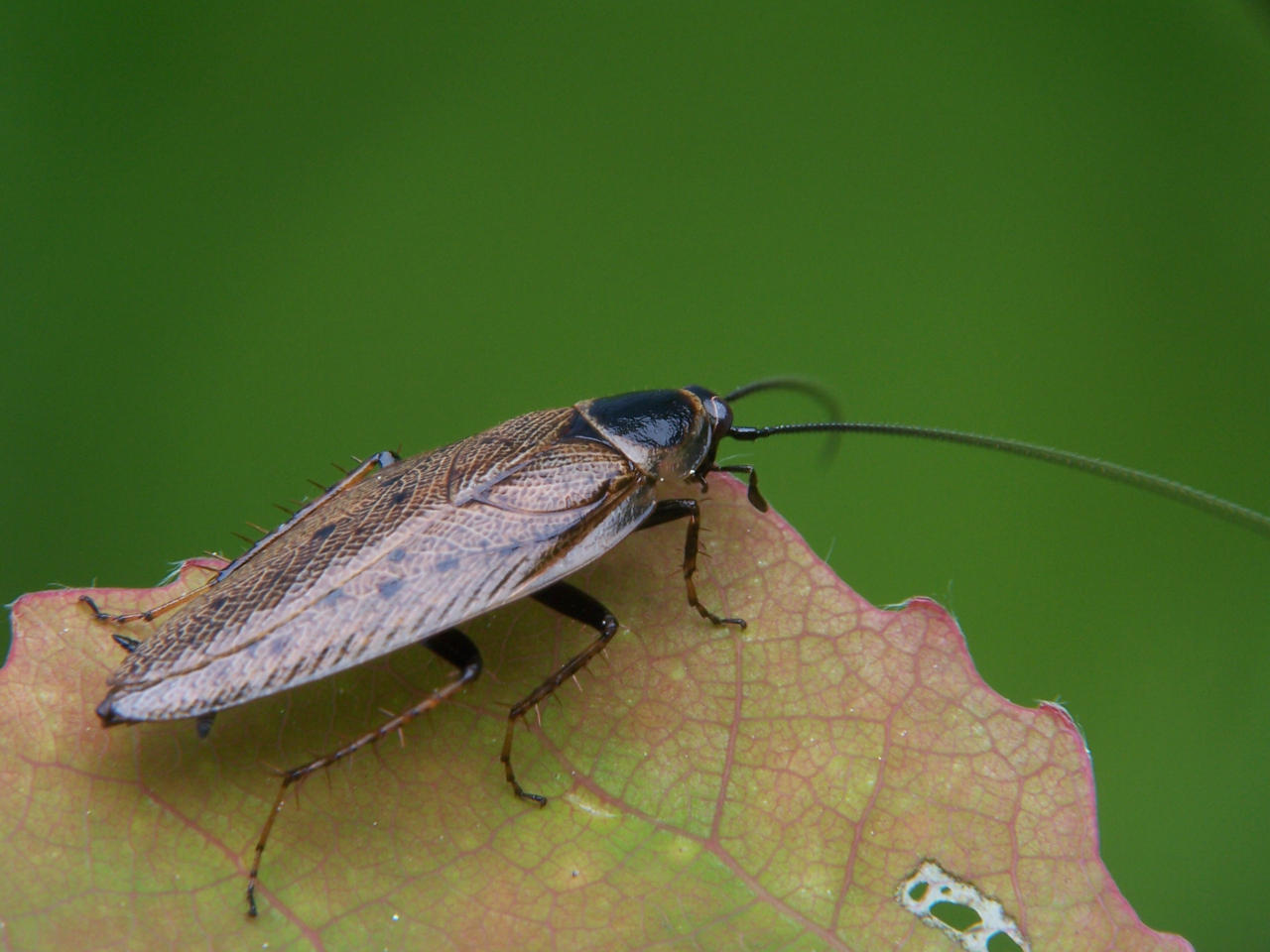
Gemeine Waldschabe (Ectobius lapponicus)

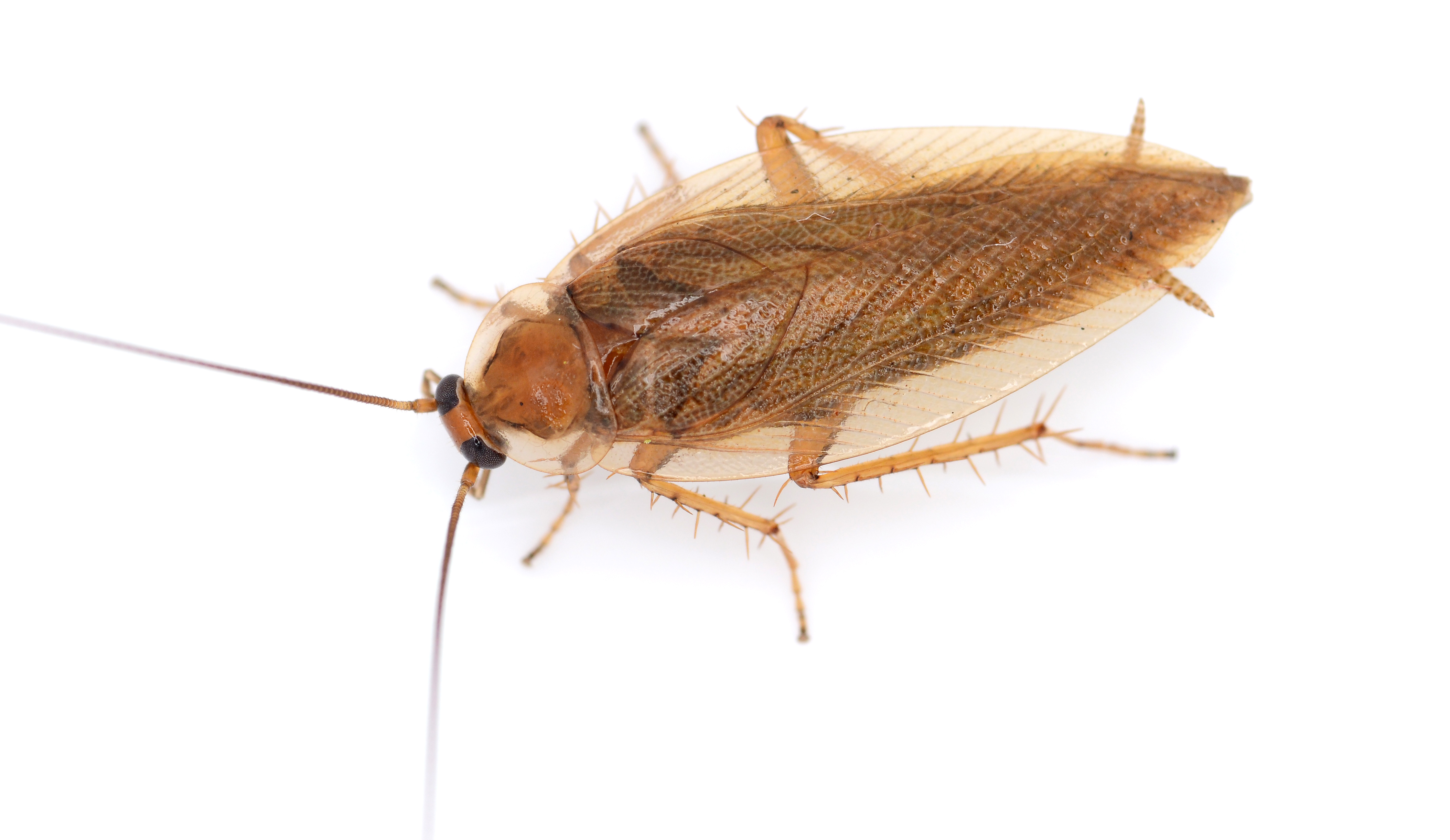
Bernstein-Waldschabe (Ectobius vittiventris)

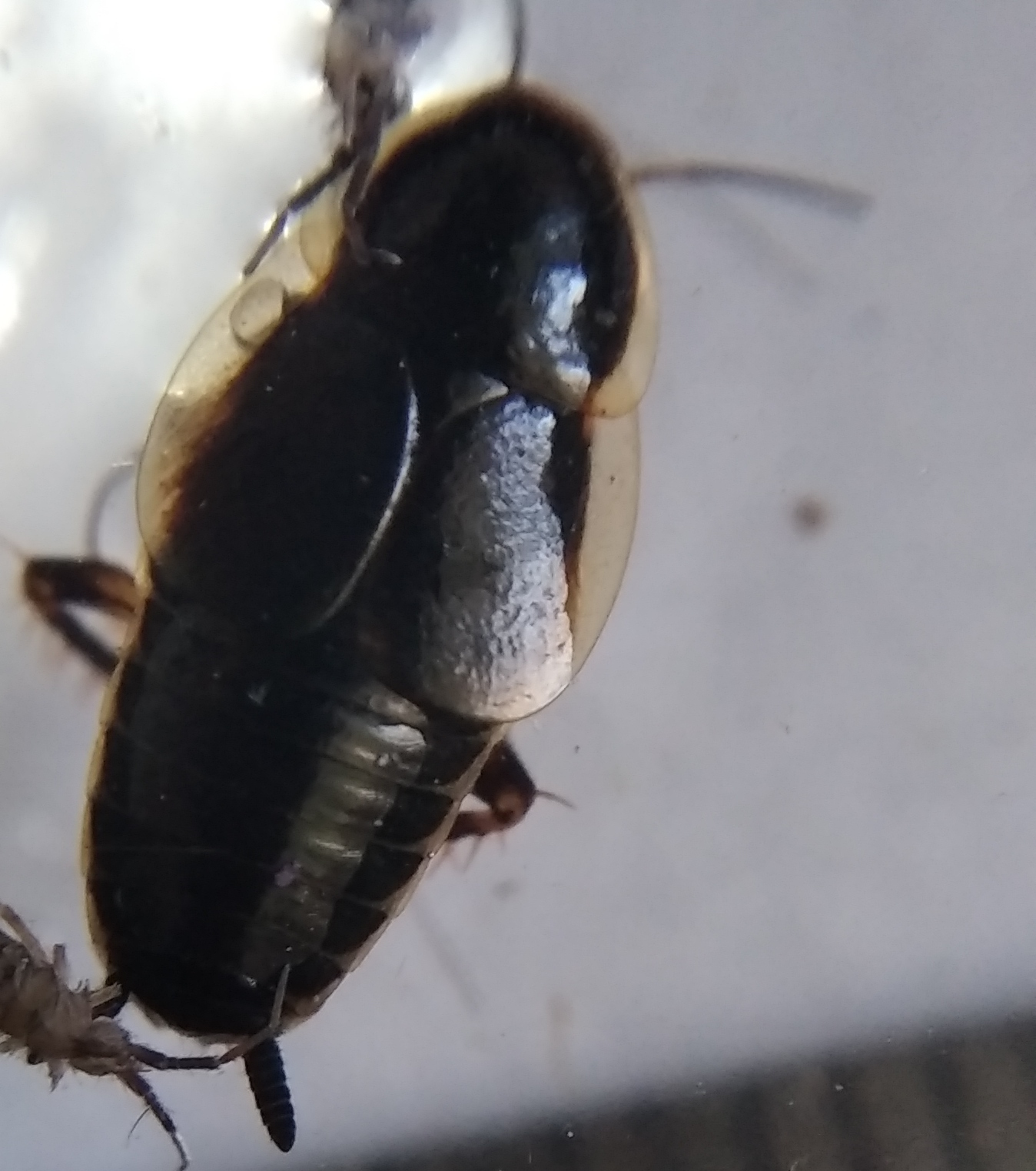
Gefleckte Kleinschabe (Phyllodromica maculata)

In Mitteleuropa leben mindestens neun Arten der Waldschaben. Die vorletzte eingewanderte Art ist die Bernstein-Waldschabe (Ectobius vittiventris), die aus Italien über die Schweiz inzwischen nach Deutschland gelangt ist. In Süd-, West- und Teilen Ostdeutschlands hat sich außerdem seit etwa 2007 mit Planuncus tingitanus eine aus Nordafrika oder dem westlichen europäischen Mittelmeerraum stammende Art der Gattung Planuncus etabliert.
Europäische Beispielarten einiger oben aufgelisteter Gattungen:
- Gattung Capraiellus:
  - Küsten-Waldschabe (Capraiellus panzeri) (Stephens, 1835)
  - Capraiellus tamaninii (Galvagni, 1972)
- Gattung Ectobius:
  - Ectobius balcani Ramme, 1923
  - Ectobius eckerleini Harz, 1977
  - Südliche Waldschabe (Ectobius erythronotus) Burr, 1898
  - Gemeine Waldschabe (Ectobius lapponicus) (Linnaeus, 1758)
  - Glänzende Waldschabe (Ectobius lucidus) (Hagenbach, 1822)
  - Ectobius montanus Costa, 1866
  - Blasse Waldschabe (Ectobius pallidus) (Olivier, 1789)
  - Dunkle Waldschabe (Ectobius sylvestris) (Poda, 1761)
  - Bernstein-Waldschabe (Ectobius vittiventris) (Costa, 1847)
- Gattung Planuncus
  - Planuncus baeticus (Bolívar, 184)
  - Planuncus nicaeensis (Brisout de Barneville, 1852)
  - Tanger-Waldschabe (Planuncus tingitanus) (Bolívar, 1914)
- Gattung Phyllodromica:
  - Gefleckte Kleinschabe (Phyllodromica maculata) (Schreber, 1781)
  - Phyllodromica marginata (Schreber, 1781)
  - Phyllodromica megerlei Fieber, 1853
  - Phyllodromica panteli (Bolívar, 1921)
  - Phyllodromica subaptera (Rambur, 1838)

Verwandtschaftsverhältnisse der europäischen Gattungen:
|  | Ectobius                                                  |
|  |                                                           |
|  | \| \| Capraiellus \| \| \| \| \| \| Planuncus \| \| \| \| |
|  |                                                           |
|  | Capraiellus                                               |
|  |                                                           |
|  | Planuncus                                                 |
|  |                                                           |

|  | Capraiellus |
|  |             |
|  | Planuncus   |
|  |             |

|  | Ectobius                                                  |
|  |                                                           |
|  | \| \| Capraiellus \| \| \| \| \| \| Planuncus \| \| \| \| |
|  |                                                           |
|  | Capraiellus                                               |
|  |                                                           |
|  | Planuncus                                                 |
|  |                                                           |

|  | Capraiellus |
|  |             |
|  | Planuncus   |
|  |             |